# Trasporti negli Stati Uniti d'America
Questa voce raccoglie le principali tipologie di Trasporti negli Stati Uniti.

## Sistema ferroviario

### Ferrovie
- totale: 226.427 km
- a scartamento standard: 226.427 km con uno scartamento di 1,435 m (2007)

### Sistemi di metropolitana
Le città degli Stati Uniti nelle quali è presente la metropolitana sono:

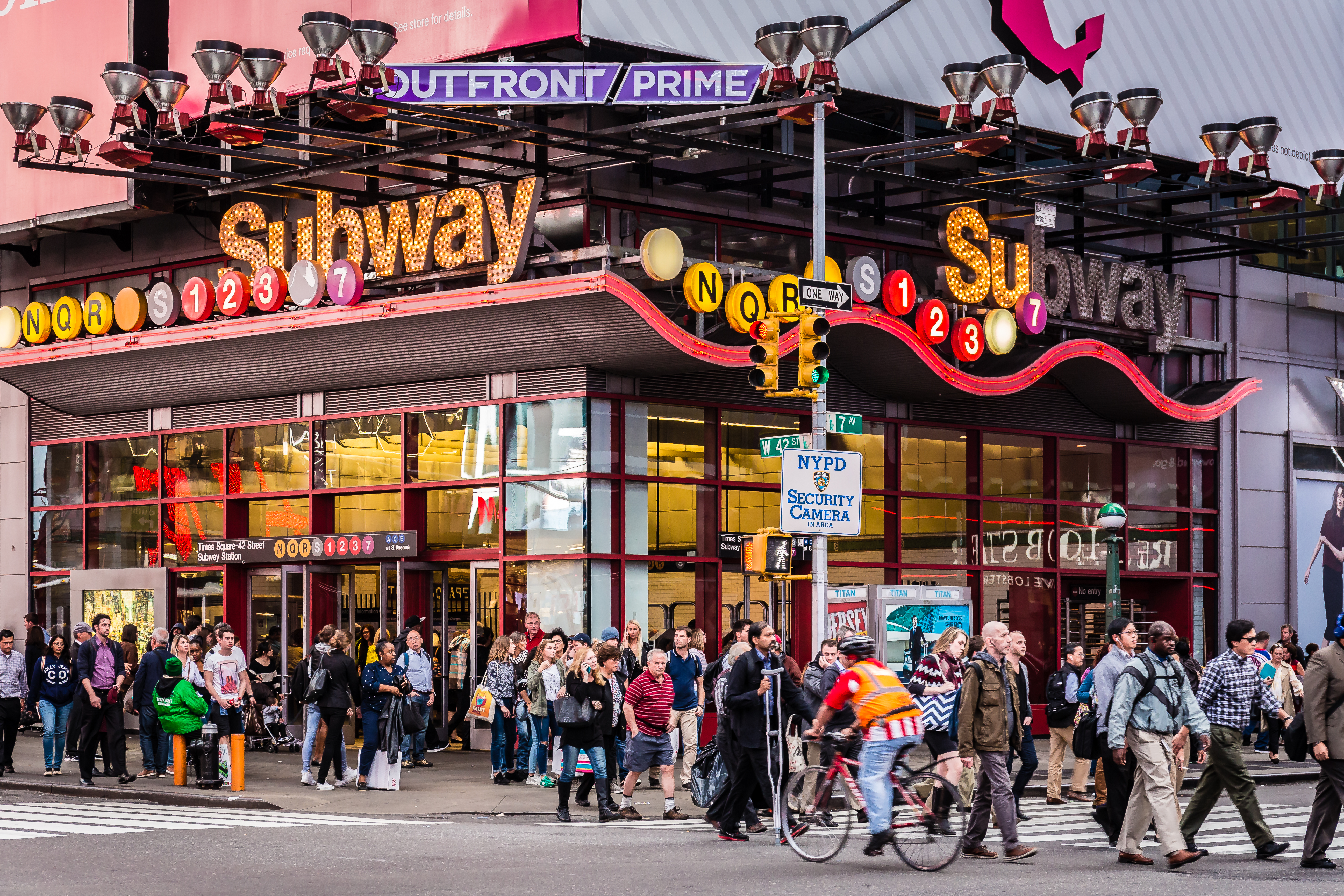
Un'entrata della stazione Times Square–42nd Street, la stazione più trafficata dell'intero sistema metropolitano newyorkese

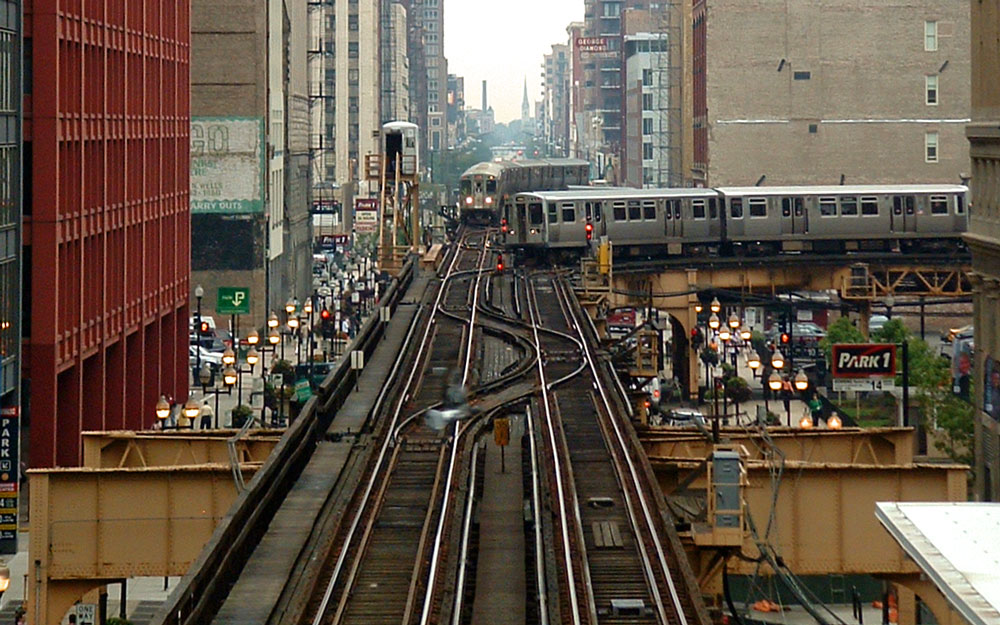
Metropolitana di Chicago

- New York
- Washington
- Chicago
- Boston
- San Francisco
- Filadelfia
- Atlanta
- Los Angeles
- Miami
- Baltimora
- Cleveland
- Detroit

### Collegamenti ferroviari con paesi confinanti
- Canada - Sì
- Messico - Sì

## Sistemi tranviari
Le reti/linee tranviarie attive negli Stati Uniti sono le seguenti:
- Atlanta, aperta nel 2014;[1]
- Baltimora, aperta nel 1992;[2]
- Boston: linea Ashmont-Mattapan e linea verde, aperte rispettivamente nel 1929 e 1897;
- Buffalo, aperta nel 1984;[3]
- Camden-Trenton, aperta nel 2004;[4]
- Charlotte, aperta nel 2007;[5]
- Cincinnati, aperta nel 2016;[6]
- Cleveland, aperta nel 1913;[7]
- Dallas: tranvia di Dallas, DART Light Rail e M-Line Trolley, aperte rispettivamente nel 2015,[8] 1996[9] e 1989;[10]
- Denver, aperta nel 1994;[11]
- Filadelfia: rete tranviaria di Filadelfia e tranvia Girard Avenue aperte rispettivamente nel 1906 e 1895;[12]
- Houston, aperta nel 2004;[13]
- Hudson-Bergen, aperta nel 2000;[14]
- Kansas City, aperta nel 2016;[15]
- Kenosha, aperta nel 2000;[16]
- Little Rock, aperta nel 2004;[17]
- Los Angeles, aperta nel 1990;
- Media-Sharon Hill, aperta nel 1906;
- Minneapolis, aperta nel 2004;[18]
- New Orleans, aperta nel 1835;,[19]
- Newark, aperta nel 1935;[20]
- Norfolk, aperta nel 2011;[21]
- Norristown, aperta nel 1907;
- Oceanside-Escondido, aperta nel 2008;[22]
- Phoenix, aperta nel 2008;[23]
- Pittsburgh, aperta nel 1984;
- Portland: rete tranviaria di Portland e MAX Light Rail, aperte rispettivamente nel 2001 e 1986;[24]
- Sacramento, aperta nel 1987;
- Saint Louis, aperta nel 1993;[25]
- Salt Lake City: linea S e TRAX, aperte rispettivamente nel 2013[26] e 1999;[27]
- San Diego, aperta nel 1981;[28]
- San Francisco: Cable Car, Muni Metro, linea E e linea F, aperte rispettivamente nel 1873,[29] 1980,[30] 2008[31] e 1995;[32]
- San Jose, aperta nel 1987;[33]
- Savannah, aperta nel 2009;[34]
- Seattle: rete tranviaria di Seattle e Link Light Rail, aperte rispettivamente nel 2007 e 2003;
- Tampa, aperta nel 2002;
- Tucson, aperta nel 2014;[35]
- Washington, aperta nel 2016.[36]

## Sistemi filoviari
Le reti filoviarie attive negli Stati Uniti sono le seguenti:
- Boston, aperta nel 1936;[37]
- Dayton, aperta nel 1933;[38]
- Filadelfia, aperta nel 1923;[38]
- San Francisco, aperta nel 1935;[39]
- Seattle, aperta nel 1940.[40]

## Sistema stradale e autostradale

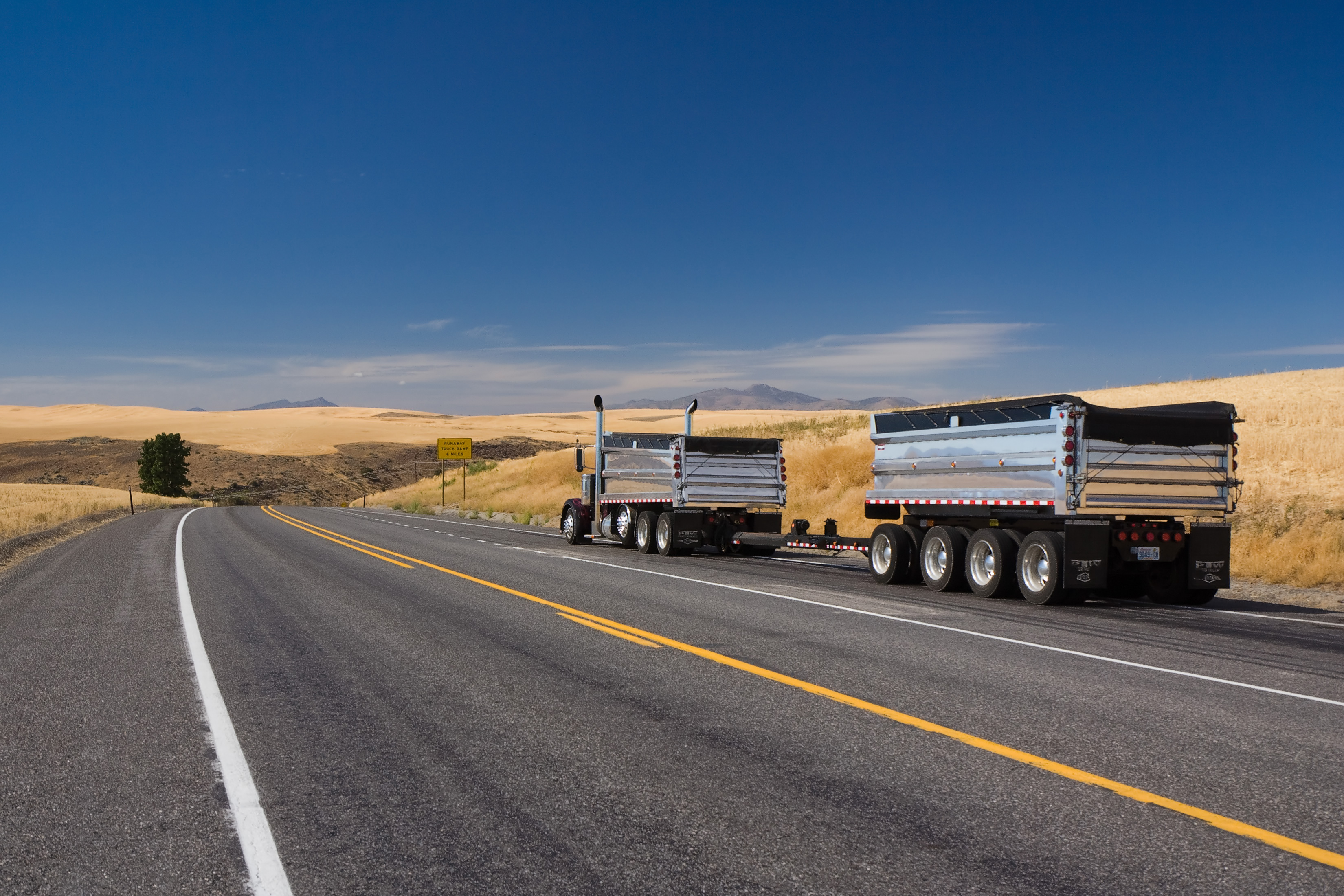
Trasporto con camion

- totali: 6 465 799 km
- Asfaltate: 4 209 835 km (di cui 75,040 km di autostrade)
- Bianche: 2 255 964 km (2007)

## Idrovie
Sono presenti 41 009 km di acque navigabili, di cui 19 312 km sono adibiti al commercio.

## Porti
Corpus Christi, Duluth, Hampton Roads, Houston, Long Beach, Los Angeles, New York, Philadelphia, Tampa, Texas City.

## Aeroporti
In totale: 15095 (2009)

### Aeroporti con piste asfaltate
- totale: 5174

Lunghezza piste:
- oltre 3.047 m: 190
- tra 2.438 e 3.047 m: 229
- tra 1.524 e 2.437 m: 1477
- tra 914 e 1.523 m: 2309
- sotto i 914 m: 969

### Aeroporti con piste non asfaltate
- totale: 9,921

Lunghezza piste:

### 1111111
In totale: 126 (2009)